# Soutok Odry s Olší (socha)
Soutok Odry s Olší, nazývaný také Fontána na náměstí T. G. Masaryka, je exteriérová socha/fontána na náměstí T. G. Masaryka v části Nový Bohumín města Bohumín v okrese Karviná. Geograficky se nachází v nížině Ostravská pánev a v Moravskoslezském kraji.

## Historie, popis díla
Soutok Odry s Olší ztvárňuje „symbolické políbení řeky Odry a řeky Olše“ a má souvislost s blízkým soutokem Odry a Olše na česko-polské státní hranici. Autorem díla, které vzniklo v roce 2008, je sochař Václav Fidrich. Dílo vzniklo v rámci rekonstrukce náměstí T. G. Masaryka a kina K3 a jejich okolí, které byly poničeny povodní na Odře v roce 1997. Na vydlážděném náměstí leží hladké žulové kameny a mezi nimi jsou dva sloupy výšky 4 m, vytvořené z italského kararského mramoru. Tyto sloupy symbolizují soutok obou řek. Na žulových kamenech jsou umístěny 4 vodní chrliče z bronzu, každý z nich představuje živočicha a má svou symboliku. Jsou to žába-láska, ryba-mlčenlivost, ledňáček-krása a had-bohatství. Tato zvířata také žijí v okolí soutoku obou řek.

## Legenda
Místní humorná legenda praví, že bronzová žába-láska je kouzelná a stačí se u ní políbit a pak láska vydrží napořád. Z tohoto důvodu symbolicky začíná, po zimní přestávce, fontána chrlit vodu na 1. máje, tj. v den svátku zamilovaných.

## Další informace
Dílo je celoročně volně přístupné a u fontány jsou umístěny lavičky.

## Galerie

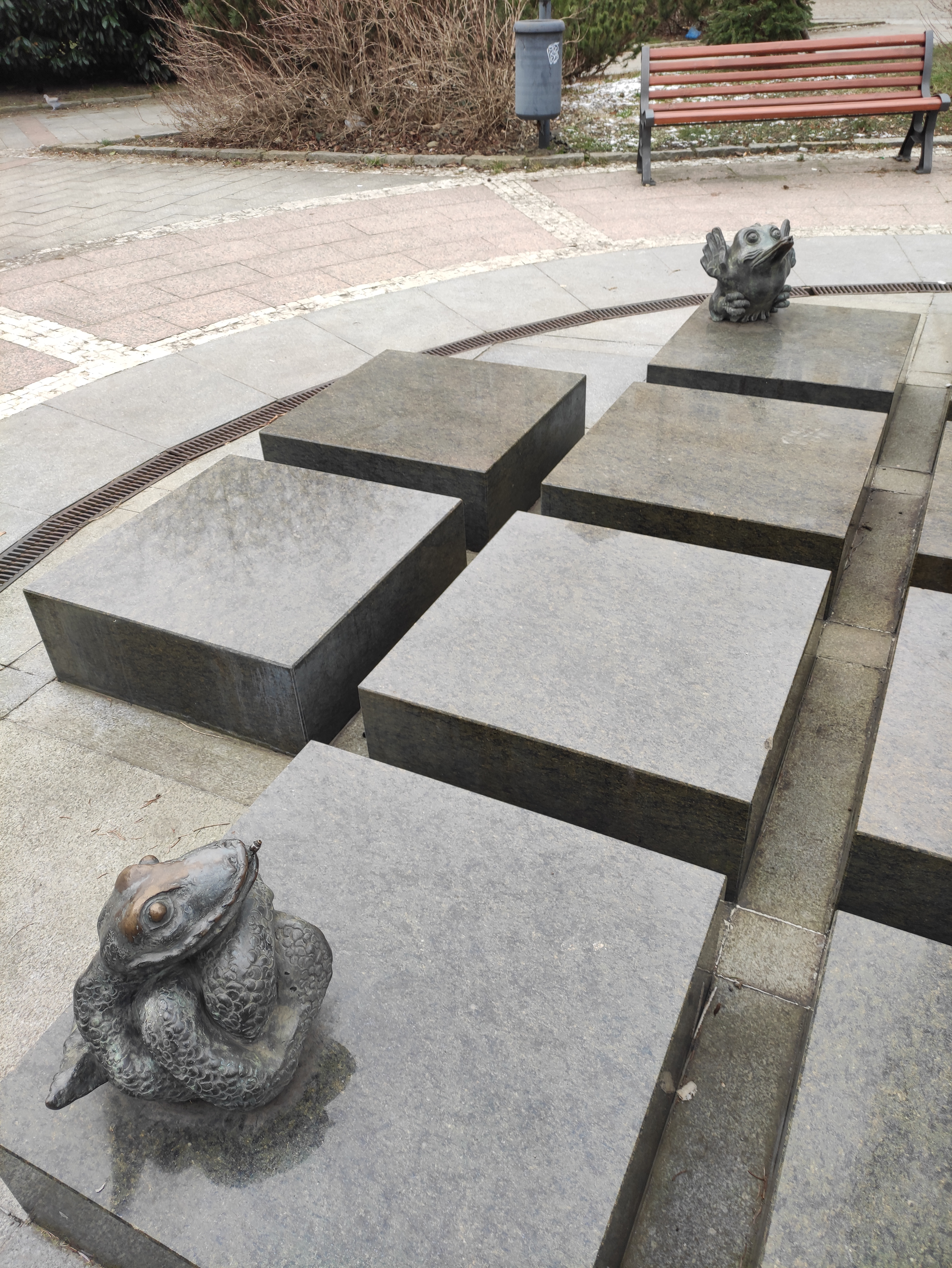
Had-bohatství a ledňáček-krása
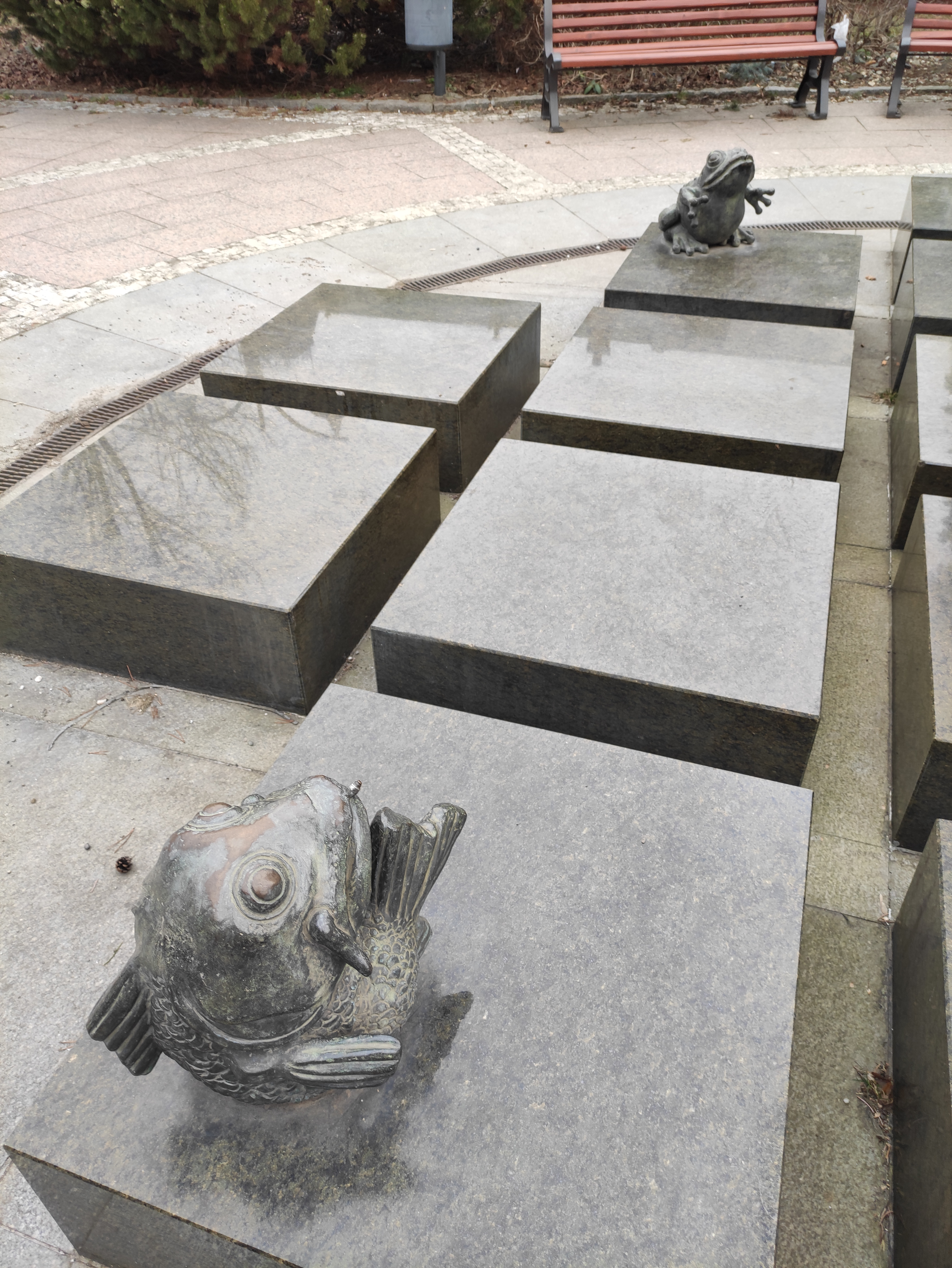
Ryba-mlčenlivost a žába-láska
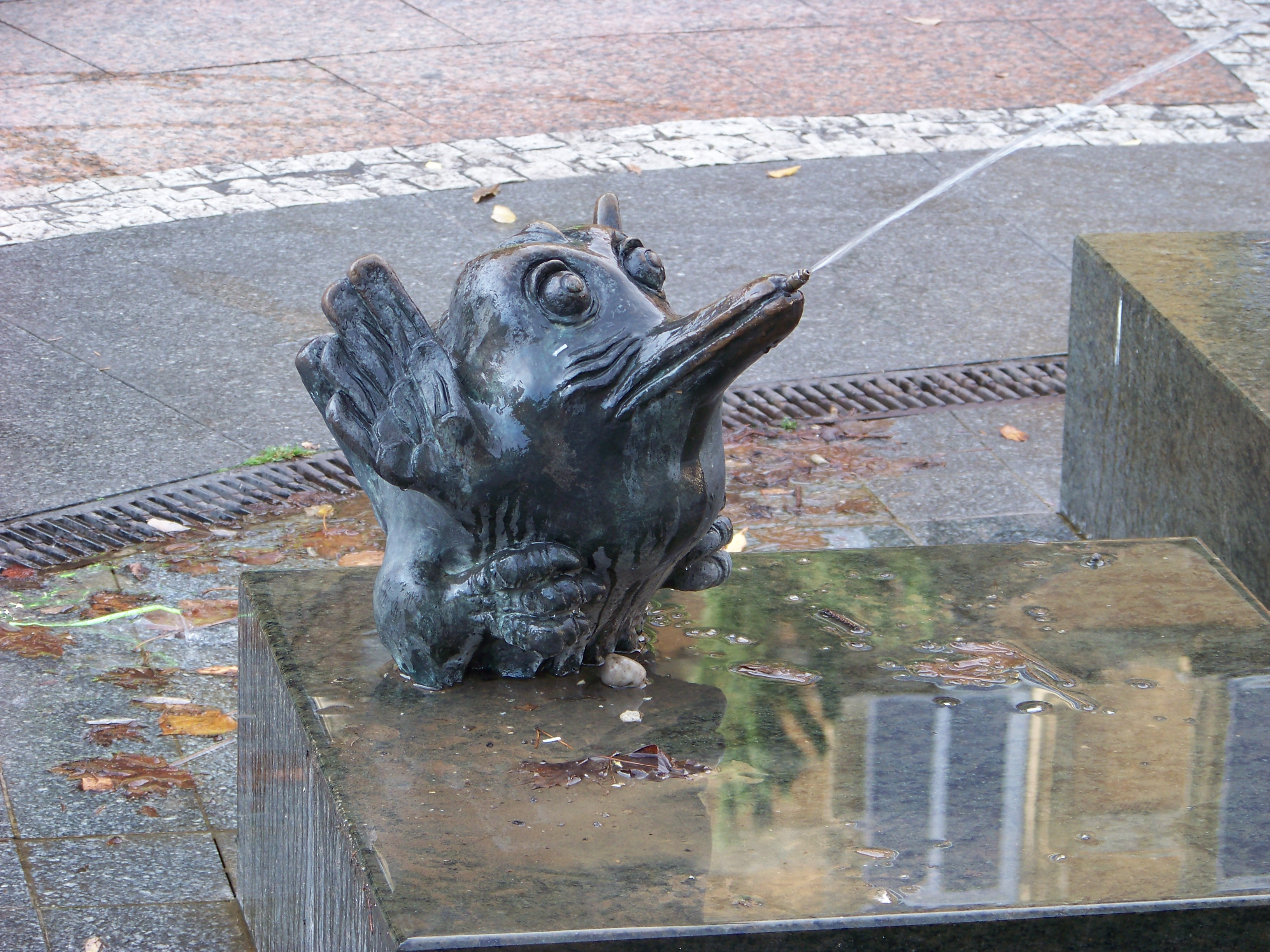
Ledňáček-krása